# لامار فونتين
لامار فونتين (بالإنجليزية: Lamar Fontaine)‏ هو كاتب وشاعر أمريكي، ولد في 10 أكتوبر 1829 في مقاطعة واشنغطون في الولايات المتحدة، وتوفي في 1 أكتوبر 1921 في كلاركسديل في الولايات المتحدة.